# Michael Fassbender
Michael Fassbender (Heidelberg, Njemačka, 2. travnja 1977.) je njemačko-irski glumac.
Michael je rođen 1977. godine u njemačkom gradu Heidelbergu. Njegova majka, Adel, rođena je u Larnu u Sjevernoj Irskoj i potomak je irskog revolucionara Michaela Collinsa. Njegov otac Josef Fassbender je Nijemac. Kada je Michaelu bilo nešto više od dvije godine, roditelji su mu se preselili u Killarney, gradić na jugu Irske. Odlučili su da se tu nastane za stalno i otvorili su restoran, u kome je Josef radio kao kuhar. Michael je odgajan kao katolik, a služio je i kao ministrant u lokalnoj crkvi. Završio je osnovnu školu St. Brendan's i upisao dramu u Londonu.
Michael je prvu ulogu dobio 2001. godine, u tv–seriji Braća po oružju, producenata Toma Hanksa i Stevena Spielberga. Iako je to bila mala uloga, osigurala mu je angažman u nekoliko mini–serija i tv-filmova, kao i dvije gostujuće uloge. Prvu filmsku ulogu dobio je 2007. godine u filmu 300 - Bitka kod Termopila, a Fasbender je bio spartanski vojnik Stelios. Francuski reditelj François Ozon mu je iste godine dodijelio jednu od glavnih uloga u svojoj drami Anđeo.
Osim u tv-serijama i filmovima glumio je i u kazalištu tako je na Edinburškom festivalu 2006. godine u predstavi Vjernost igrao svog daljeg rođaka Michaela Collinsa. Posjetitelji festivala su ga iste godine gledali u predstavi Ulični psi, po istoimenom filmu Quentina Tarantina. Osim što je glumio u njoj, Fasbender je bio režiser, producent i scenarist.
Glumio je u filmovima Nemilosrdni gadovi, Shame, Prometej, Centurion, Glad i drugima. Za ulogu u filmu Glad bio je nominiran za nagradu BAFTA za mladu zvijezdu u usponu.

## Vanjske poveznice
- Michael Fassbender u internetskoj bazi filmova IMDb-u (engl.)
- Michael Fassbender Online  Arhivirana inačica izvorne stranice od 10. lipnja 2011. (Wayback Machine)
- Michael Fassbender .org